# Nordiskt guld

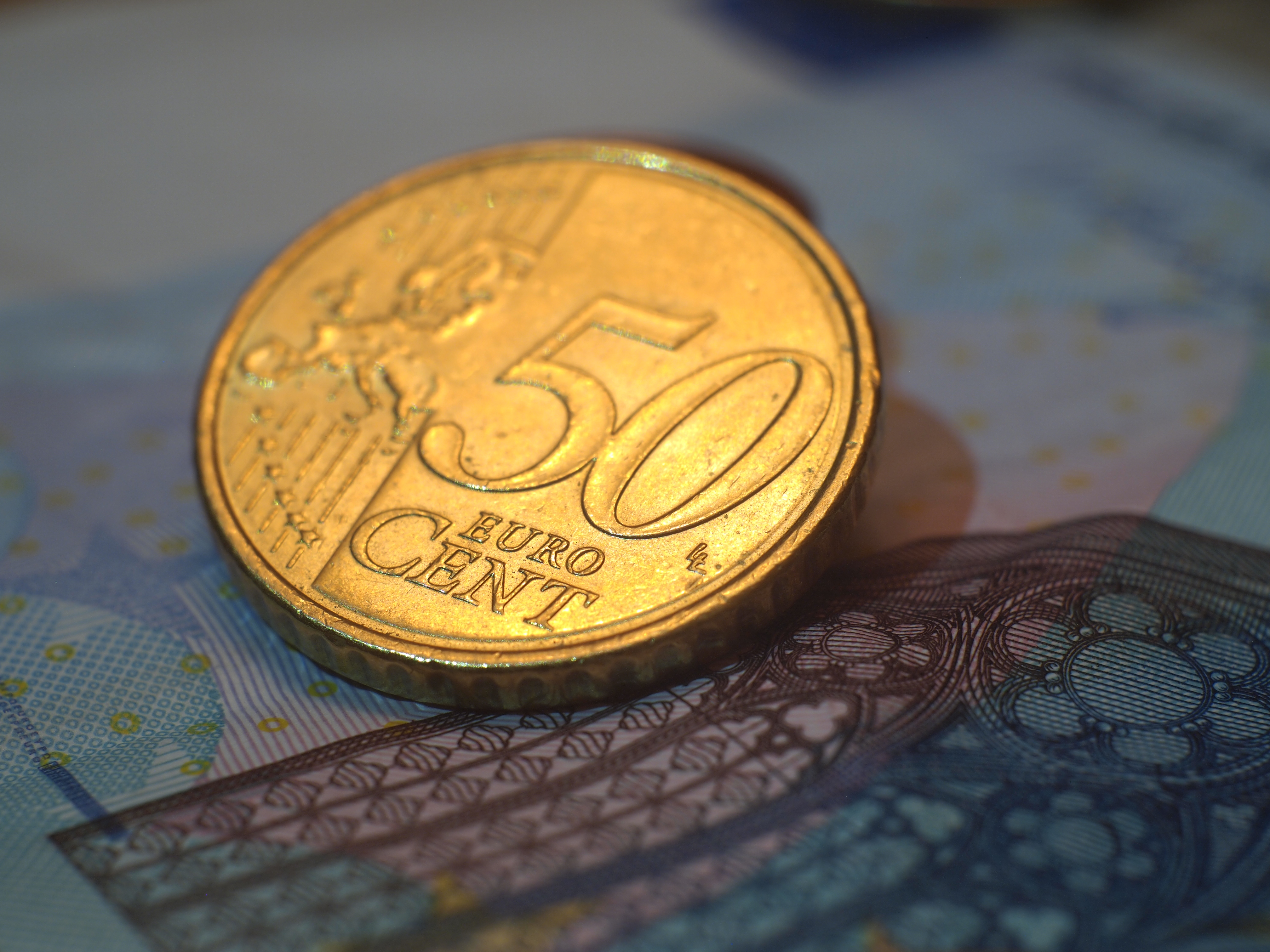
Euromynt tillverkat av nordiskt guld.

Nordiskt guld (engelska: nordic gold) är en legering bestående av 89 % koppar, 5 % aluminium, 5 % zink och 1 % tenn. Legeringen innehåller inget guld, och dess färg och vikt skiljer sig avsevärt från rent guld. Några av fördelarna med nordiskt guld som material till mynt, jämfört med andra liknande legeringar, är bland annat att det har mindre tendens att förorsaka kontaktallergier såsom nickelallergi, eftersom det inte innehåller nickel, och att ytan är mer beständig mot korrosion – något som inblandningen av aluminium bidrar till.
Nordiskt guld är metallen som används till de tre euromynten 50, 20 och 10 cent, och har på så sätt fått stor spridning. Legeringen utvecklades ursprungligen under 1980-talet av Outokumpu Abp på uppdrag av det svenska myntverket, under ledning av Mariann Sundberg, då Myntverket letade efter en lämplig metall till det svenska tiokronorsmyntet.